# Poriluk
Poriluk je biljka je iz porodice Amaryllidaceae, potporodica Allioideae. Srodna je češnjaku, luku i vlascu. Upotrebljava u kulinarstvu kao dodatak jelu i začin. Poriluk je dvogodišnja zeljasta biljka, visoka do 85 cm. Lukovica je duguljasta, bez oštrog mirisa. Listovi su duguljasto-lancetasti, a plod krupan i okrugao. 
Poriluk i biser-luk hrvatski su nazivi iste vrste biljke od kojih je naziv poriluk odnosio na biljku lat. naziva Allium porrum što je sinonim za vrstu Allium ampeloprasum (biser-luk). 
Hrvatski nazivi za A. ampeloprasum su i veliki luk (Domac, 1994), lučac (Visiani, R., 1842), luk vinogradski (Šulek, B., 1879), porjak vinogradski (Šulek, B., 1879).

## Sinonimi
1. Allium adscendens Kunth
2. Allium albescens Guss.
3. Allium ampeloprasum var. babingtonii (Borrer) Syme
4. Allium ampeloprasum var. bertolonii (De Not.) Nyman
5. Allium ampeloprasum var. bulbiferum Syme
6. Allium ampeloprasum var. bulgaricum Podp.
7. Allium ampeloprasum var. caudatum Pamp.
8. Allium ampeloprasum subsp. euampeloprasum Hayek
9. Allium ampeloprasum var. gasparrinii (Guss.) Nyman
10. Allium ampeloprasum var. gracile Cavara
11. Allium ampeloprasum subsp. halleri Nyman
12. Allium ampeloprasum var. holmense Asch. & Graebn.
13. Allium ampeloprasum f. holmense (Asch. & Graebn.) Holmboe
14. Allium ampeloprasum subsp. porrum (L.) Hayek
15. Allium ampeloprasum var. porrum (L.) J.Gay
16. Allium ampeloprasum var. pylium (De Not.) Asch. & Graebn.
17. Allium ampeloprasum subsp. thessalum (Boiss.) Nyman
18. Allium ampeloprasum var. wiedemannii Regel
19. Allium ascendens Ten.
20. Allium babingtonii Borrer
21. Allium bertolonii De Not.
22. Allium byzantinum K.Koch
23. Allium duriaeanum Regel
24. Allium durieuanum Walp.
25. Allium gasparrinii Guss.
26. Allium halleri G.Don
27. Allium holmense Mill. ex Kunth
28. Allium kurrat Schweinf. ex K.Krause
29. Allium laetum Salisb.
30. Allium lineare Mill.
31. Allium porraceum Gray
32. Allium porrum L.
33. Allium porrum var. ampeloprasum (L.) Mirb.
34. Allium porrum subsp. euampeloprasum Breistr.
35. Allium porrum var. kurrat (Schweinf. ex K.Krause) Seregin
36. Allium pylium De Not.
37. Allium scopulicola Font Quer
38. Allium scorodoprasum subsp. babingtonii (Borrer) Nyman
39. Allium spectabile De Not.
40. Allium syriacum Boiss.
41. Allium thessalum Boiss.
42. Porrum amethystinum Rchb.
43. Porrum ampeloprasum (L.) Mill.
44. Porrum commune Rchb.
45. Porrum sativum Mill.

## Vanjske poveznice
|  | Zajednički poslužitelj ima još gradiva o temi Poriluk |
|  | Wikivrste imaju podatke o taksonu Poriluk             |